# Mark Haanstra
Mark Haanstra (* 1974) ist ein niederländischer Jazzbassist.

## Leben und Wirken
Haanstra begann im Alter von sechs Jahren eine klassische Klavierausbildung, bevor er zum Bass wechselte. Er studierte bis 1997 am Konservatorium Hilversum Kontrabass und Bassgitarre und besuchte am Konservatorium Amsterdam von 1995 bis 1999 den Kompositions- und Improvisationskurs Contemporary Music trough Non-Western Techniques von Rafael Reina. 2004 studierte er schließlich bei Pandit Hindraj Divekar im indischen Pune.
Er gewann mehrere Jazzwettbewerbe, darunter 1994 mit dem Nemesis Quartet, 1998 mit der Gruppe Geel und 2002 mit Agog (mit Frank Wingold und Joost Lijbaart) den Nederlandse Jazz Concours. Weiterhin ist er u. a. Mitglied der Gruppen Mosaic (mit Oene van Geel, Tobias Klein und Wiek Hijmans), Odds-On, TONK und Interval Chamber. Mit Oene van Geel gründete er das Oxymore Quintet (mit Harmen Fraanje, Guillaume Orti und Chander Sardjoe), außerdem leitet er die Gruppe Bhedam.
Haanstra trat in ganz Europa, den USA und Südamerika, Nordafrika und Indien auf. 2006–07 tourte er mit der Amsterdam Percussion Group und dem Perkussionisten Terry Bozzio. 2007 komponierte Giel Vleggaar für ihn und das Nieuw Ensemble das Stück Atomic UFO saves the day (again), das u. a. bei November Music und dem Huddersfield Contemporary Music Festival aufgeführt wurde. 2008 trat er mit Steven Mackey und seiner Rock-Gruppe D.E.R.T. in New York auf. Weiterhin arbeitete er mit Yuri Honing, Simon Phillips, Terry Bozzio, Napoleon Murphy Brock, Theo Loevendie, Jam de la Crème, Windkracht 7 und ist Mitglied von Katharina Thomsens MaxSax.
Auf dem Gebiet der Neuen Musik arbeitete Haanstra u. a. mit dem Asko Schönberg Ensemble zusammen. Er trat mit dem The North Netherlands Orchestra in einem Programm mit der Sängerin Ellen ten Damme und mit dem Concertgebouw-Orchester unter Mariss Jansons auf. Insgesamt wirkte er an mehr als dreißig CD-Aufnahmen mit. Seit 2004 unterrichtet er Bassgitarre und Ensemblespiel am Konservatorium von Groningen.